# Berducedo
Berducedo es un lugar y una parroquia del concejo asturiano de Allande, en España.
La parroquia limita al norte con las de Santa Coloma y San Emiliano, al oeste de nuevo con San Emiliano y La Mesa (Grandas de Salime), al este con Santa María de Lago y al sur con San Martín del Valledor (Allande). 
En sus 26,63 km² habitan un total de 155 personas (2012) repartidos entre las 11 poblaciones que forman la parroquia.
El pueblo de Berducedo está situado a una altitud de 900 m y dista 23 km de la capital del concejo, Pola de Allande. Por él pasa la carretera AS-14, de Grandas de Salime a Pola de Allande y Puente del Infierno, de la cual nace la AS-34, de Berducedo al Pozo de las Mujeres Muertas siguiendo el valle del río del Oro; siendo la AS-34 en realidad un fragmento de 17 km del antiguo trazado de la C-630, que a partir del año 1953 quedó cortada por el embalse del salto de Salime en el río Navia.
Es una localidad cuya población se ha reducido sustancialmente desde la última década del siglo XX. Ésta ha pasado de varios cientos de habitantes a apenas un centenar.
Por Berducedo transcurre el Camino de Santiago Primitivo.  Como consecuencia de ello, y del actual auge de "la peregrinación", están surgiendo nuevas alternativas de empleo frente a la ganadería tradicional, en franca decadencia. Albergues, públicos y privados, hostelería e incluso un pequeño bazar que va de botiquín a "boutique". También existe un consultorio médico.
Berducedo está situado en una pequeña altiplanicie al pie de la cima de Buspol (1.121 m.), en el entorno de las sierras de Carondio y Valledor. La tónica predominante son las temperaturas inferiores a los 15-20 grados la mayor parte del año, salvo contados días veraniegos. Aunque cabe destacar que la tendencia en los últimos años es de alcanzar temperaturas más altas en verano y persistentes heladas en invierno. Los últimos inviernos se han caracterizado por la escasez de precipitación en forma de nieve y la abundancia de lluvias.

## Poblaciones
Según el nomenclátor de 2023, la parroquia comprende las poblaciones de:
- Baldedo (Valdedo, casería)
- Berducedo (lugar)
- Las Cabañas (As Cabanas, Cabañas, casería)
- Castello (casería)
- El Castro (casería)
- Corondeño (lugar)
- La Figuerina (A Figueiría, Figuerina, aldea)
- La Grandera (A Grandeira, Grandera, casería)
- Teijedo (Teixedo, aldea)
- Trapa (casería)
- Trellopico (Tresdopico, casería)